# Kasteel Groeneveld (Baarn)
Kasteel Groeneveld is een landgoed in de gemeente Baarn. Het is in gebruik als "Buitenplaats voor stad en land" van Staatsbosbeheer. Een lange oprijlaan vanaf de Amsterdamsestraatweg vormt de zichtlaan van het landgoed. Deze zichtas loopt via de gang op de bel-etage door tot ongeveer twee kilometer in de bossen achter het kasteel. Vroeger liep de zichtas zelfs door tot de Monnikenberg richting Hilversum.

## Kasteel
In de zeventiende en achttiende eeuw was het gebruikelijk voor rijke Amsterdammers om een buitenplaats aan te schaffen waar tijdens de zomer kon worden verpoosd. Vaak liggen deze buitens op de grens van zand- en veengrond. De landgoederen in 't Gooi ('s-Graveland), langs de Vecht en aan de binnenduinrand (de Keukenhof) zijn hier voorbeelden van.
Marcus Lodewijk de Mamuchet

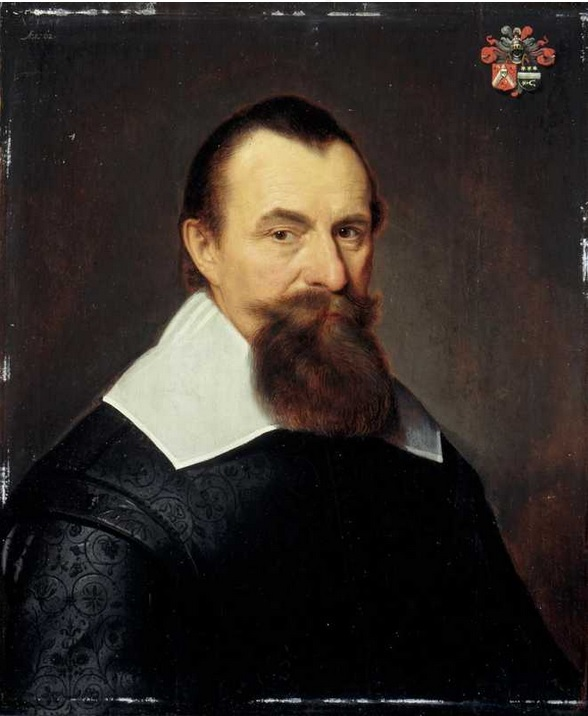
Marcus Mamuchet (senior)

Marcus de Mamuchet (1575/76 – na 1638) was een telg uit een koperslagersfamilie, die uit Frankrijk gevlucht was uit angst voor religieuze vervolging. Omdat de familie ook eigenaar was van de heerlijkheid Houdringue ten zuidwesten van Lille, voegden zij aan de familienaam 'van Houdringen' toe. Hun zoon Jan Andries de Mamuchet trouwde met Cornelia de Malapert, die onder meer de buitenplaats De Eult bij Soestdijk bezat. In 1671 verhuisden zij naar hofstede De Biesen bij Baarn aan de 'wegh naar 't groene wout' die ooit bij kasteel Drakenburg had gehoord. De Biesen was daarvoor in het bezit geweest van de familie Deutz. Jan Andries was de zwager van Elisabeth Deutz. Na het overlijden van Jan Andries op 8 september 1684 verwierf hun ongetrouwde zoon Marcus Lodewijk de Mamuchet de hofstede met het landgoed, dat drie kilometer lang was. Hij liet in 1710 op de grond van een oude hofstede een vrijwel vierkant zomerverblijf bouwen. Het bestond uit het middengedeelte van het huidige hoofdgebouw, het koetshuis en de oranjerie. Het huis bestond uit een souterrain, een bel-etage en verdieping. Het had een omlopend schilddak met schoorstenen op de hoeken. De tuin werd aangelegd in de Franse, formele stijl. Ook het jagershuis links van de oprijlaan werd in die tijd gebouwd. Marcus Lodewijk leidde een teruggetrokken bestaan, wel ontving hij bezoek van zijn familie op het nabijgelegen Houdringe in De Bilt. Hij stierf kinderloos in 1730, zijn nichten verkochten het landgoed.
Cornelis Hasselaar
De volgende bewoner was Cornelis Hasselaer die in 1735 op een veiling voor 3000 gulden de ambachtsheerlijkheid Eemnes-Binnen en -Buiten kocht. Hij overleed op 28 november 1737 en werd in de Sint-Nicolaaskerk begraven. Zijn zoon, Pieter Cornelisz. Hasselaer, 17 jaar oud, erfde de ambachtsheerlijkheid. Hij verkocht deze in 1755 en vertrok naar Indië.
De volgende bewoner was Jan Lucas van der Dussen. Rond 1760 werden aan het kasteel twee halfronde vleugels gebouwd. In 1774 kocht Hasselaer het kasteel terug. Na zijn overlijden in 1797 kwam het kasteel in handen van Joan Huydecoper van Maarsseveen (1769 – 1836).
Bewoners en gebruikers
- 1696 – 1730 Marcus Mamuchet
- 1730 – 1735 Arend van der Waeyen
- 1735 – 1737 Cornelis Hasselaer
- 1737 – 1755 Pieter Cornelis Hasselaer
- 1755 – 1774 Jan Lucas van der Dussen
- 1774 – 1797 Pieter Cornelis Hasselaer
- 1797 – 1836 Joan Huydecoper van Maarsseveen
- 1836 – 1864 weduwe Johanna Louise van Tets
- 1864 – 1873 Sophia Fabricus van Leijenburg, getrouwd met mr. S.M. baron van Heemstra
- 1873 – 1921 Sophia van Heemstra, getrouwd met Louis Reinier baron Taets van Amerongen
- 1921 – 1940 weduwe Agneta Margaretha Catharina van Reenen (2e vrouw)
- 1940 – heden Staatsbosbeheer

## Park

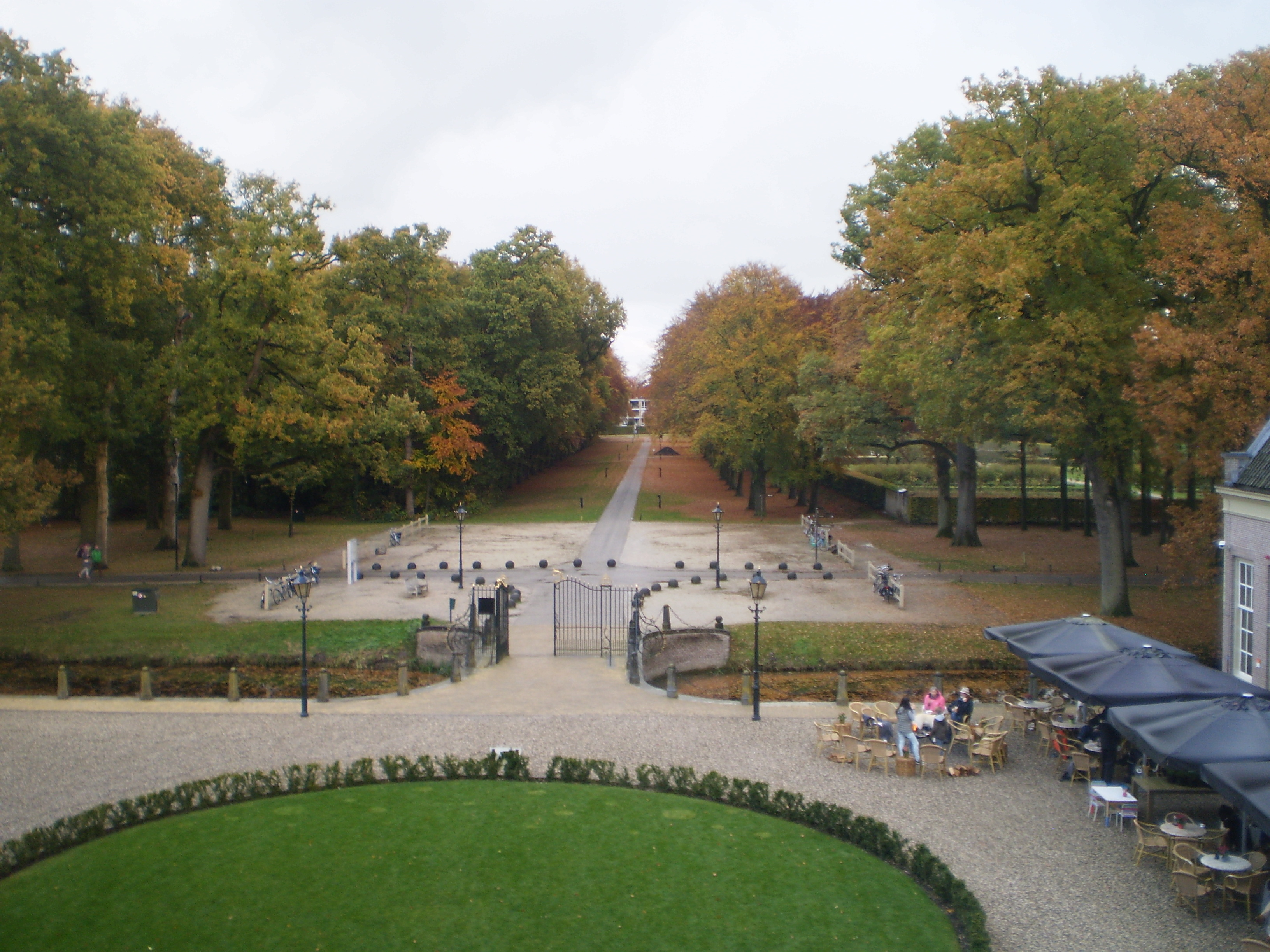
Oprijlaan

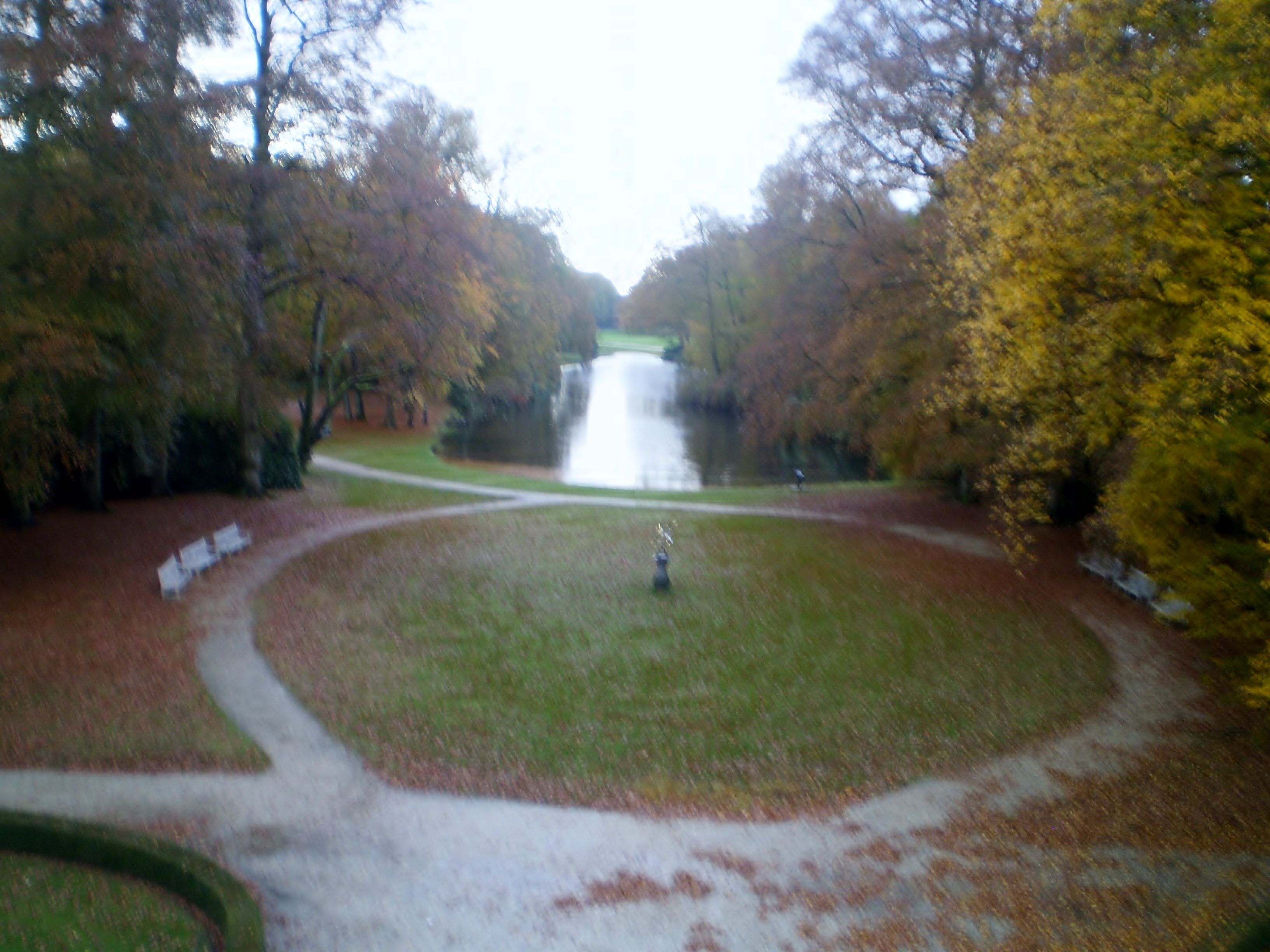
Zichtkanaal vanuit Groeneveld richting het park

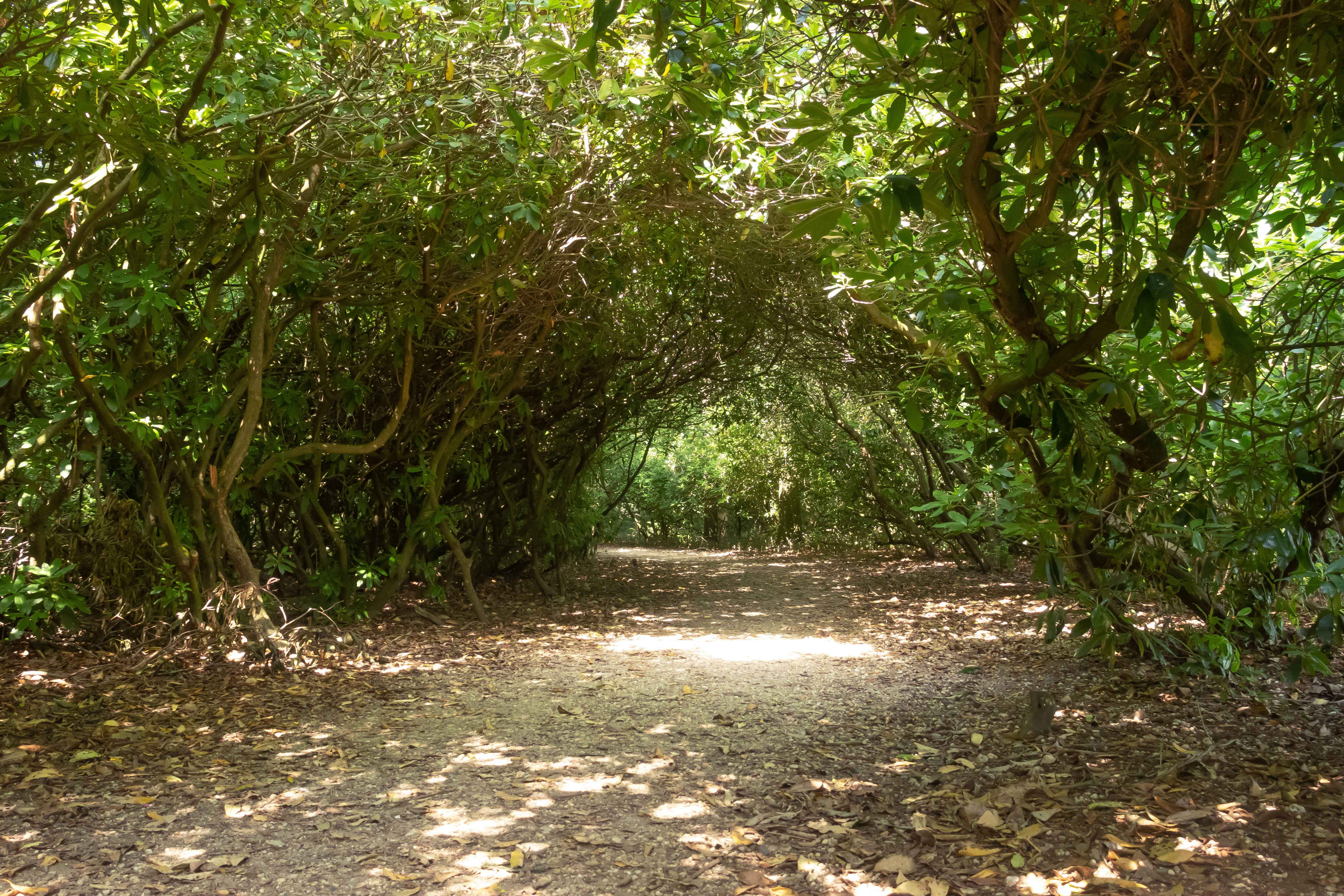
In het park bij het kasteel

Het landgoed rond het kasteel is ongeveer 130 hectare en wordt beheerd door Staatsbosbeheer. Het park van kasteel Groeneveld werd aangelegd in de Hollandse Barokke stijl, die wordt gekenmerkt door strenge geometrische vormen en imponerende oprijlanen.
Toen in de achttiende en negentiende eeuw de Engelse landschapsstijl opgeld deed, werd het park omgevormd. Waterpartijen, heuvels, slingerende paden en boompartijen werden aangelegd. Vooral na 1830 werd de landschapsstijl in Groeneveld geperfectioneerd. Ook werd er een ijskelder aangelegd. Deze wordt nu bewoond door grootoorvleermuizen.
Nadat de tuin tientallen jaren was verwaarloosd, werd hij eind zeventiger jaren door Michael van Gessel gerestaureerd, waarbij hij de landschapsstijlen uit de verschillende perioden intact liet en samenbracht tot een geheel.
Bouwwerken bij het kasteel
- Ossenstal van kasteel Groeneveld
- IJskelder van kasteel Groeneveld
- Hoeve Ravenstein
- Oranjerie van kasteel Groeneveld
- Koetshuis van kasteel Groeneveld
- Tuinmuur van kasteel Groeneveld

## Museum
In het kasteel is een van de drie xylotheken van Nederland te zien. Alle drie zijn zij in de achttiende eeuw in opdracht van koning Lodewijk Napoleon vervaardigd door Alexander Schlümbach (1772–1835).

## Groeneveldprijs
De Stichting Groeneveld reikt sinds 2000 jaarlijks de Groeneveldprijs uit op het kasteel. De prijs van 5.000 euro is bestemd voor een persoon of organisatie die zich uitzonderlijk heeft ingespannen voor de bewustwording van de betekenis van natuur en landschap voor huidige en toekomstige generaties. De stichting wil hiermee de discussie stimuleren over het gebruik van het landelijk gebied.

## Foto's

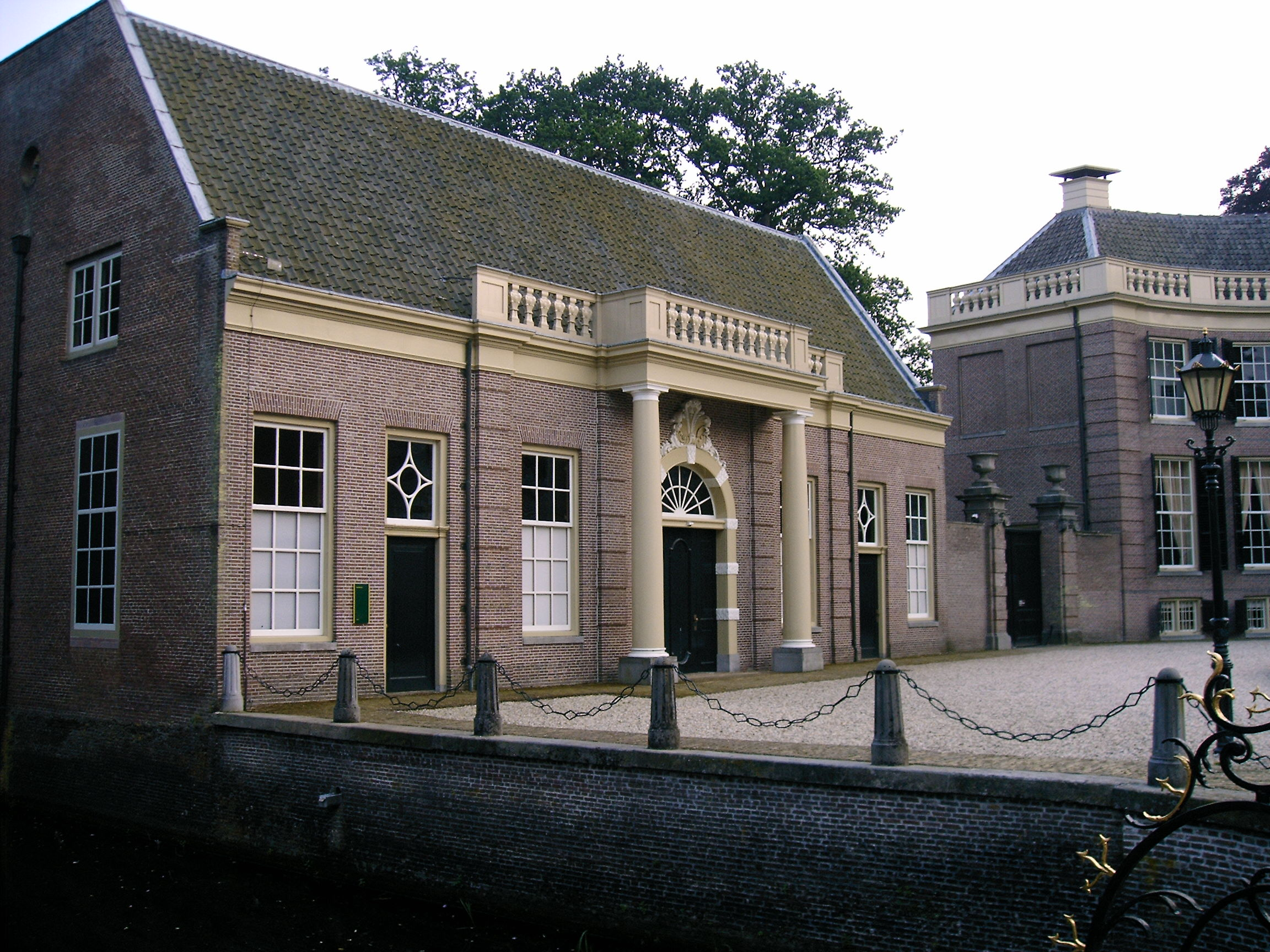
Koetshuis
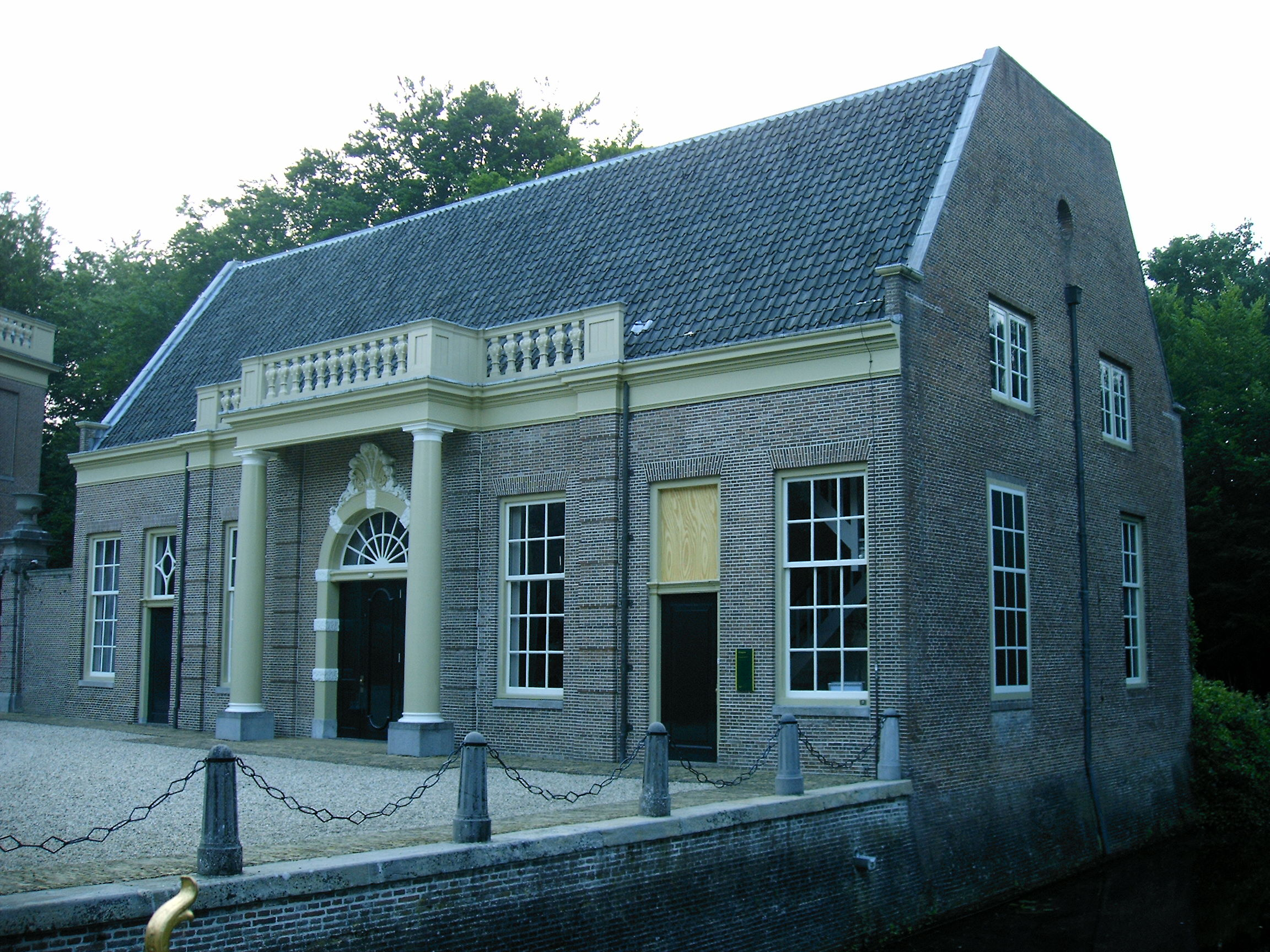
Orangerie
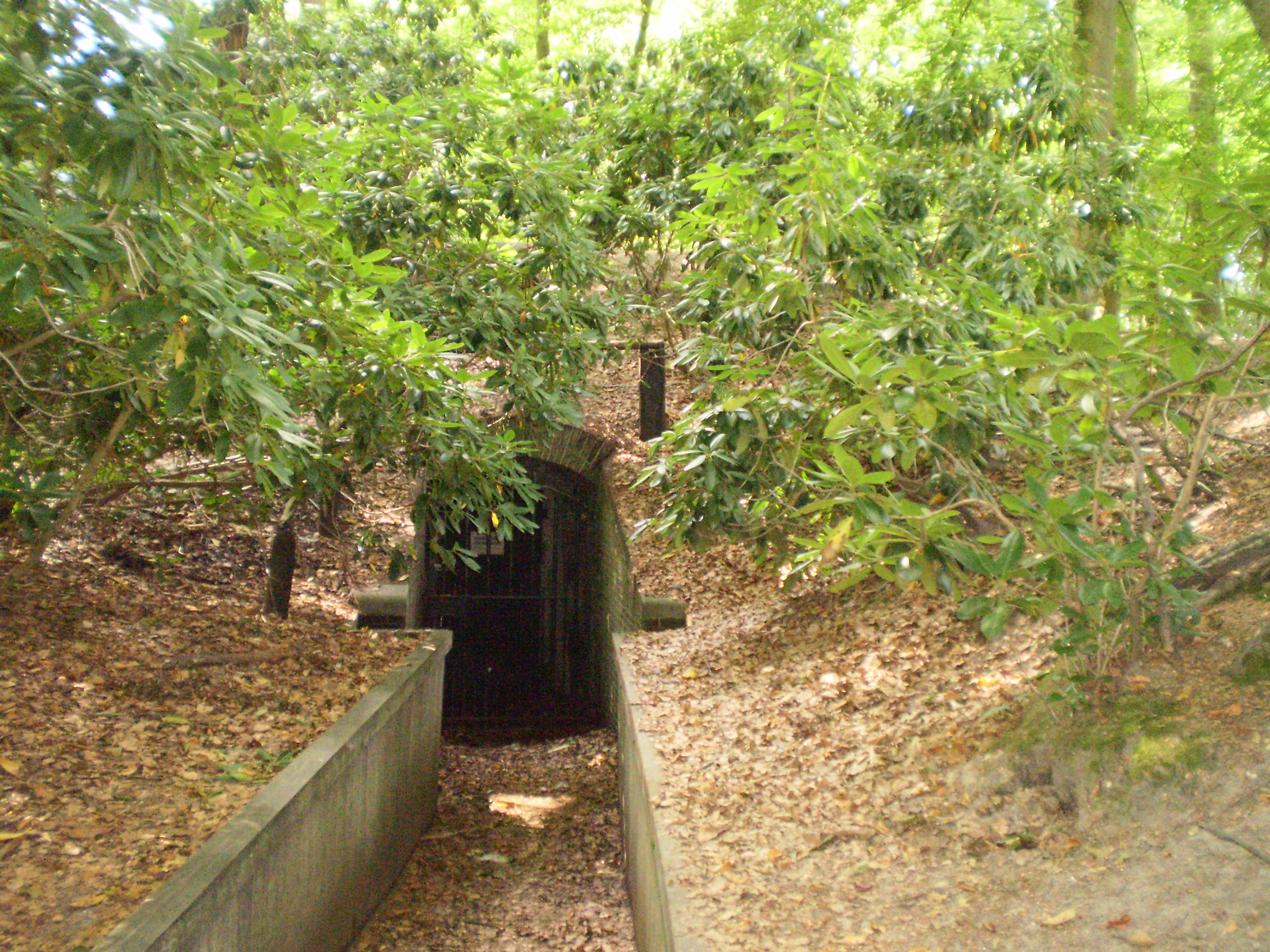
IJskelder
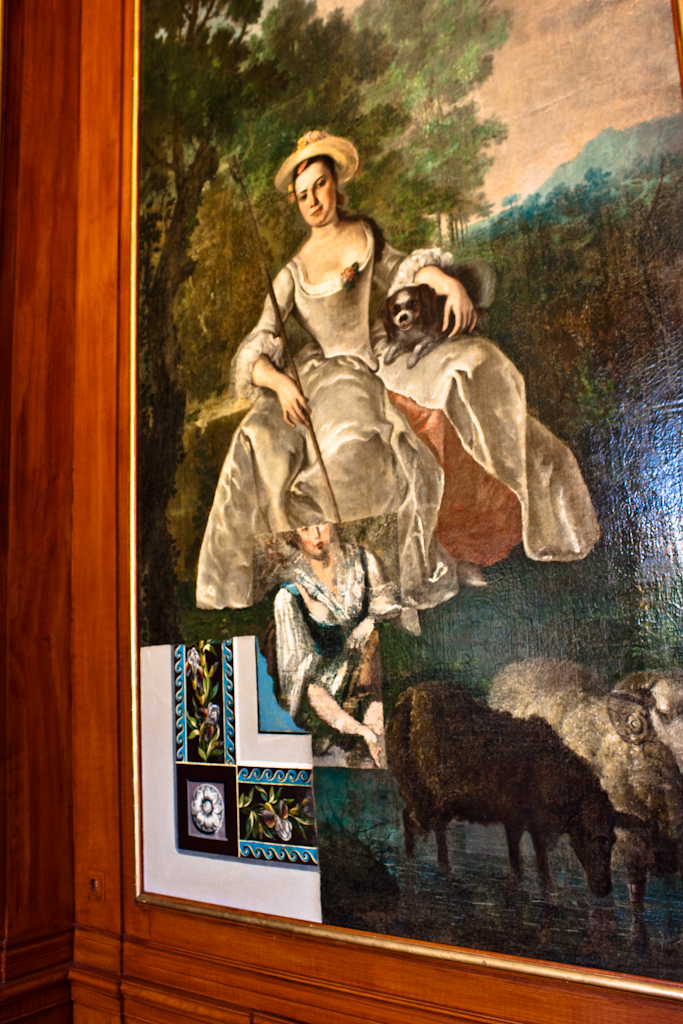
Portret van Johanna Maria Chalon (1741–1774), vrouw van Jan Lucas van der Dussen (door Hieronymus Lapis)